# قلعه قلتوق
بقایای قلعه قلتوق مربوط به دوره قاجار است و در شهرستان زنجان، بخش مرکزی، دهستان قلتوق، چسبیده به جنوب غربی روستای قلتوق واقع شده و این اثر در تاریخ ۲۶ اسفند ۱۳۸۷ با شمارهٔ ثبت ۲۵۹۴۴ به‌عنوان یکی از آثار ملی ایران به ثبت رسیده است.